# Старозятцинское (сельское поселение)
Старозятцинское — упразднённое муниципальное образование со статусом сельского поселения в составе Якшур-Бодьинского района Удмуртии. Второе по величине муниципальное образование района. Административный центр — село Старые Зятцы.
Законом Удмуртской Республики от 11.05.2021 № 43-РЗ к 25 мая 2021 года упразднено в связи с преобразованием муниципального района в муниципальный округ.

## Географическое положение
Старозятцинское сельское поселение находится на северо-западе Якшур-Бодьинского района и граничит с:
- Варавайским сельским поселением на юго-западе;
- Лынгинским сельским поселением на востоке;
- Кекоранским и Чуровским сельскими поселениями на юго-востоке;
- Селтинским районом на северо-западе;
- Игринским районом на севере.

## Населённые пункты
| Название         | Тип населённого пункта       | Население 2010 год | Почтовый индекс | ОКАТО          |
| ---------------- | ---------------------------- | ------------------ | --------------- | -------------- |
| Старые Зятцы     | Село, административный центр | 1451               | 427112          | 94 250 840 001 |
| Артемьевцы       | Деревня                      | 2                  | 427112          | 94 250 840 002 |
| Алгазы           | Деревня                      | 201                | 427112          | 94 250 840 003 |
| Гопгурт          | Деревня                      | 6                  | 427112          | 94 250 840 004 |
| Давыденки        | Деревня                      | 50                 | 427112          | 94 250 840 005 |
| Каравай          | Деревня                      | 29                 | 427112          | 94 250 840 007 |
| Кесшур           | Деревня                      | 5                  | 427112          | 94 250 840 006 |
| Кузьминцы        | Деревня                      | 39                 | 427112          | 94 250 840 010 |
| Куртеково        | Деревня                      | 0                  |                 |                |
| Лигрон           | Деревня                      | 128                | 427112          | 94 250 840 013 |
| Лынвай           | Деревня                      | 61                 | 427112          | 94 250 840 012 |
| Новокаравайский  | Выселок                      | 12                 | 427112          | 94 250 840 008 |
| Порва            | Деревня                      | 25                 | 427112          | 94 250 840 015 |
| Старокаравайский | Выселок                      | 57                 | 427112          | 94 250 840 011 |